# Caccini (cràter)
Caccini és un cràter d'impacte en el planeta Venus de 38,1 km de diàmetre. Porta el nom de Francesca Caccini (1587- c. 1641), compositora i poetessa italiana, i el seu nom va ser aprovat per la Unió Astronòmica Internacional el 1994.